# Церковь Святого Николая (Лейпциг)
Церковь святого Николая (нем. Nikolaikirche, официально  Stadt- und Pfarrkirche St. Nikolai, то есть городская и приходская церковь святого Николая) — одно из самых больших церковных сооружений немецкого города Лейпциг, и, наряду с церковью святого Фомы, наиболее известная церковь города; главная церковь лейпцигской евангелически-лютеранской общины святого Николая. Её внутреннее убранство представляет собой прекрасный образец классицистического искусства последней четверти XVIII века.
Осенью 1989 года церковь святого Николая была одним из важнейших мест мирного сопротивления коммунистическому режиму ГДР, о чём напоминает памятник на площади перед церковью в виде увенчанной пальмовыми листьями колонны.

## История
Точное время постройки церкви неизвестно, но, скорее всего, она была возведена сразу после 1165 года, когда Лейпциг получил городские права и торговые привилегии. На западном фасаде всё ещё можно хорошо различить следы первой романской постройки.
В XV и XVI веках церковь святого Николая была расширена и полностью перестроена, получив, в целом, свой современный облик позднеготического трёхнефного зального храма.
25 мая 1539 года здесь, в день святой Троицы — с проповедей Юстуса Йонаса и Мартина Лютера — началось введение нового реформированного церковного учения в Лейпциге. Церковь стала, тем самым, местом пребывания первого городского суперинтендента Иоганна Пфеффингера (нем. Johann Pfeffinger, 1493—1573).
7 апреля 1724 года в церкви святого Николая Иоганн Себастьян Бах впервые исполнил своё к тому времени самое крупное произведение Страсти по Иоанну (нем. Johannes-Passion).
В конце XVIII века внутреннее убранство церкви претерпело, вероятно, самые большие изменения за всю свою историю, между 1784 и 1797 годами будучи по инициативе бургомистра Мюллера полностью преобразованным в стиле классицизм по проекту городского архитектора Иоганна Карла Фридриха Дауте (нем. Johann Carl Friedrich Dauthe).
Последние большие строительные работы в церкви проводились между 1901 и 1902 годами и затронули, в первую очередь, фасад церкви, когда были разобраны, либо значительно перестроены примыкающие к внешней стене пристройки и здания.